# Клименко, Илья Петрович
Илья Петрович Клименко (28 июля 1928 — 23 февраля 2016) — передовик советского сельского хозяйства, бригадир совхоза «Кульминский» Кваркенского района Оренбургской области, Герой Социалистического Труда (1967).

## Биография
Родился в 1928 году в селе Новопотоцк, ныне Кваркенского района Оренбургской области, в украинской крестьянской семье.
После завершения обучения в начальной школе трудоустроился в сельскохозяйственное предприятие. С 1940 года по 1974 год трудился механизатором, а затем бригадиром совхоза «Кульминский» Кваркенского района Оренбургской области. Руководимая им бригада ежегодно добивалась высоких показателей, по 18-20 центнеров с гектара зерновых.
Указом Президиума Верховного Совета СССР от 19 апреля 1967 года за достижение высоких показателей в производстве продукции сельского хозяйства Илье Петровичу Клименко было присвоено звание Героя Социалистического Труда с вручением ордена Ленина и медали «Серп и Молот».
В 1974 году назначен управляющим отделением совхоза «Кульминский». С 1992 года вышел на заслуженный отдых.
Проживал в городе Кваркенском районе. Умер 23 февраля 2016 года.

## Награды
За трудовые и боевые успехи был удостоен:
- золотая звезда «Серп и Молот» (19.04.1967)
- орден Ленина (19.04.1967)
- Орден Трудового Красного Знамени (13.03.1981)
- Орден Знак Почёта (11.04.1957)
- Медаль "За трудовое отличие" (23.06.1966)
- другие медали.